# Mezoproterozoik
Mezoproterozoik je geološka era koja se odvijala prije 1.6 i 1 milijarde godina.
Glavni događaj ove ere je bio formiranje superkontinenta Rodinija, raspad superkontinenta Kolumbija i razvoj seksualne reprodukcije među tadašnjim organizmima.

## Vanjske poveznice
|  | Zajednički poslužitelj ima još gradiva o temi Mezoproterozoik |